# Tuffi ai XXI Giochi del Commonwealth - Trampolino 3 metri sincro femminile
Il concorso dei tuffi dal trampolino 3 metri sincro femminile dei Giochi del Commonwealth di Gold Coast 2018 si è svolto l'11 aprile 2018.

## Risultati
Risultati finali:
| Class | Nazione                                       | Tuffi | Tuffi | Tuffi | Tuffi | Tuffi | Totale |
| Class | Nazione                                       | 1     | 2     | 3     | 4     | 5     | Totale |
| ----- | --------------------------------------------- | ----- | ----- | ----- | ----- | ----- | ------ |
|       | Australia Esther Qin Georgia Sheehan          | 47.40 | 46.80 | 57.60 | 61.20 | 71.10 | 284.10 |
|       | Inghilterra Alicia Blagg Katherine Torrance   | 50.40 | 49.20 | 64.80 | 52.20 | 60.30 | 276.90 |
|       | Malaysia Leong Mun Yee Nur Dhabitah Sabri     | 46.80 | 48.00 | 69.30 | 58.50 | 42.30 | 264.90 |
| 4     | Nuova Zelanda Elizabeth Cui Goh Yu Qian       | 42.00 | 43.20 | 63.00 | 48.60 | 54.90 | 251.70 |
| 5     | Canada Jennifer Abel Melissa Citrini-Beaulieu | 48.60 | 48.60 | 71.10 | 33.48 | 45.00 | 246.78 |
| 6     | Sudafrica Micaela Bouter Nicole Gillis        | 38.40 | 40.20 | 54.00 | 49.50 | 56.70 | 238.80 |
| 7     | Australia Maddison Keeney Anabelle Smith      | 49.80 | 42.00 | 70.20 | 62.31 | 0.00  | 224.31 |